# Эйгенберг, Дэвид
Дэвид Эйгенберг (англ. David Eigenberg; род. 17 мая 1964, Манхассет, Нью-Йорк, США) — американский актёр, известный в первую очередь благодаря ролям Стива Брейди в сериале HBO «Секс в большом городе» и лейтенанта Кристофера Херрманна в сериале NBC «Пожарные Чикаго».

## Биография
Дэвид Эйгенберг родился в 1964 году в городе Манхассет (штат Нью-Йорк) и вырос в городе Нейпервилл, Иллинойс. Он был единственным сыном в семье, включавшей шестерых детей. Отец Дэвида был евреем, мать принадлежала к епископальной церкви и воспитала сына в своей вере. Окончив среднюю школу в 1982 году, Эйгенберг поступил на службу в резерв Корпуса морской пехоты Соединённых Штатов. Он уволился в 1986 году в звании младшего капрала.
В 1990-х годах Эйгенберг начал сниматься в кино и сериалах. Первую заметную роль он получил в сериале «Убийство: жизнь на улице». Известность Эйгенбергу принесло участие в сериале HBO «Секс в большом городе», где он получил роль Стива Брейди — бойфренда Миранды Хоббс. Осенью 2012 года он присоединился к касту сериала NBC «Пожарные Чикаго» в роли Кристофера Херрманна.
Дэвид Эйгенберг женат на Кристи Котик. В этой семье родились сын Луи Стивен (19 января 2009) и дочь Мирна Белль (31 января 2014).
Фильмография
| Год       |   | Русское название         | Оригинальное название        | Роль               |
| --------- | - | ------------------------ | ---------------------------- | ------------------ |
| 1993      | ф | Рассвет                  | Daybreak                     | Баки               |
| 1993—1999 | с | Убийство: жизнь на улице | Homicide: Life on the Street |                    |
| 2002      | ф | Человек-мотылёк          | The Mothman Prophecies       | Эд Фляйшман        |
| 2004      | ф | Свихнувшиеся             | Around the Bend              | Джон               |
| 1999—2004 | с | Секс в большом городе    | Sex and the City             | Стив Брейди        |
| 2008      | ф | Секс в большом городе    | Sex and the City             | Стив Брейди        |
| 2010      | ф | Секс в большом городе 2  | Sex and the City 2           | Стив Брейди        |
| 2012      | с | Пожарные Чикаго          | Chicago Fire                 | Кристофер Херрманн |